# 艾赫泰里

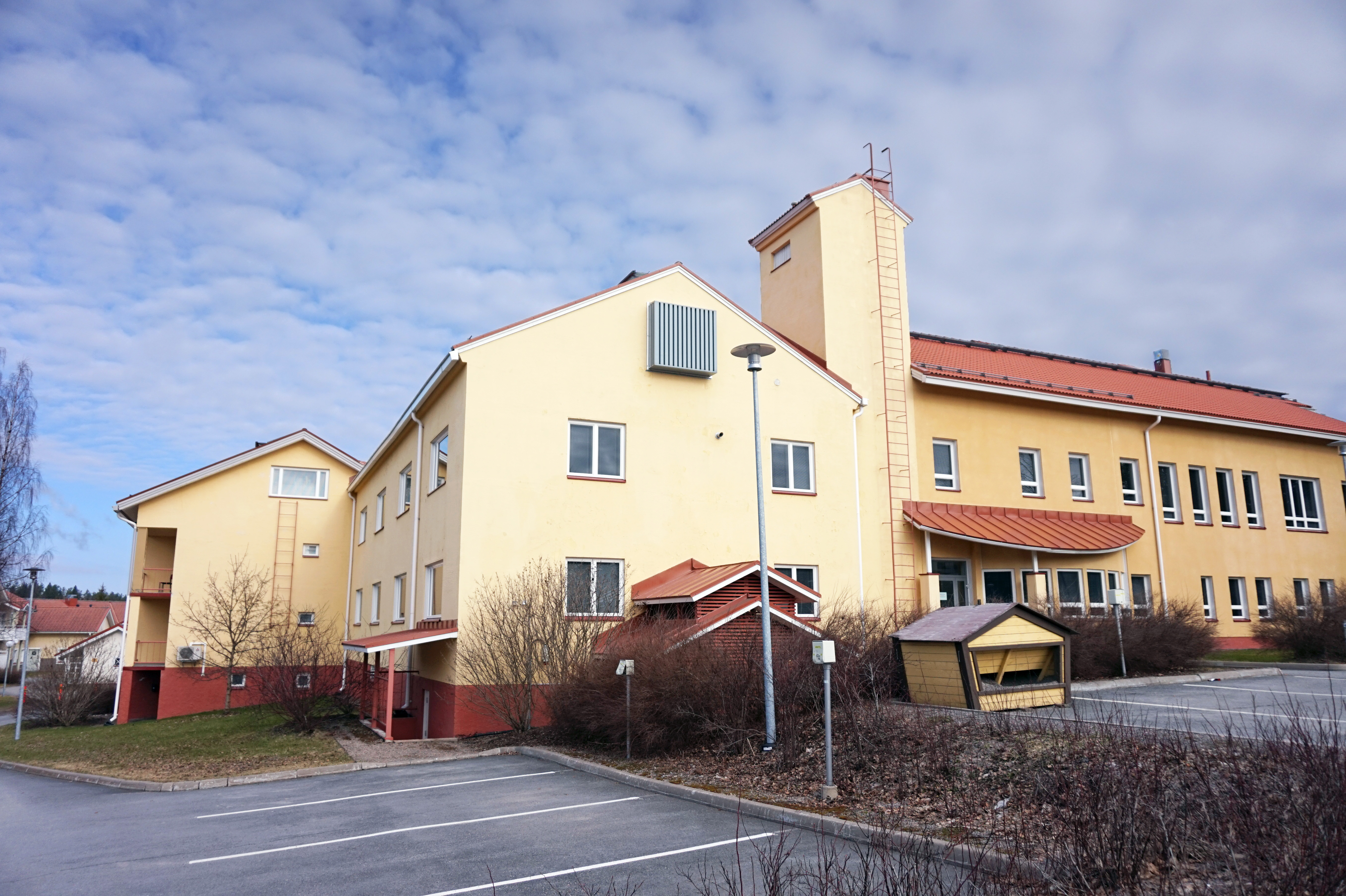
艾赫泰里市政厅

艾赫泰里（芬蘭語：Ähtäri）是芬蘭南博滕區的一个使用“城市”称呼的市镇，位於該國西部，面積910.88平方公里，2016年底时人口数量为5983，其中約99%居民的母語是芬蘭語。

## 艾赫泰里动物园
艾赫泰里动物园位于市中心东边大约5公里处。2017年4月5日中国国家主席习近平访问芬兰时，中芬签署了在大熊猫合作研究等领域双边合作的协议，同意向芬兰租借一对大熊猫，为期15年。预计大熊猫将于2017年底到达芬兰，并栖息于艾赫泰里动物园。为此动物园将耗资820万欧元来建设熊猫馆。2018年1月18日雄性大熊猫“华豹”和雌性大熊猫“金宝宝”抵达赫尔辛基-万塔机场，随后运往位于赫尔辛基以北约300公里的艾赫泰里动物园。